# Goh Liu Ying
Pour les articles homonymes, voir Goh.
Goh Liu Ying est une joueuse de badminton malaisienne née le 30 mai 1989 à Malacca. Elle a remporté avec Chan Peng Soon la médaille d'argent du double mixte aux Jeux olympiques d'été de 2016 à Rio de Janeiro.
Elle est nommée porte-drapeau de la délégation malaisienne, conjointement avec le joueur de badminton Lee Zii Jia, aux Jeux olympiques d'été de 2020 à Tokyo.